# Jan Commelin

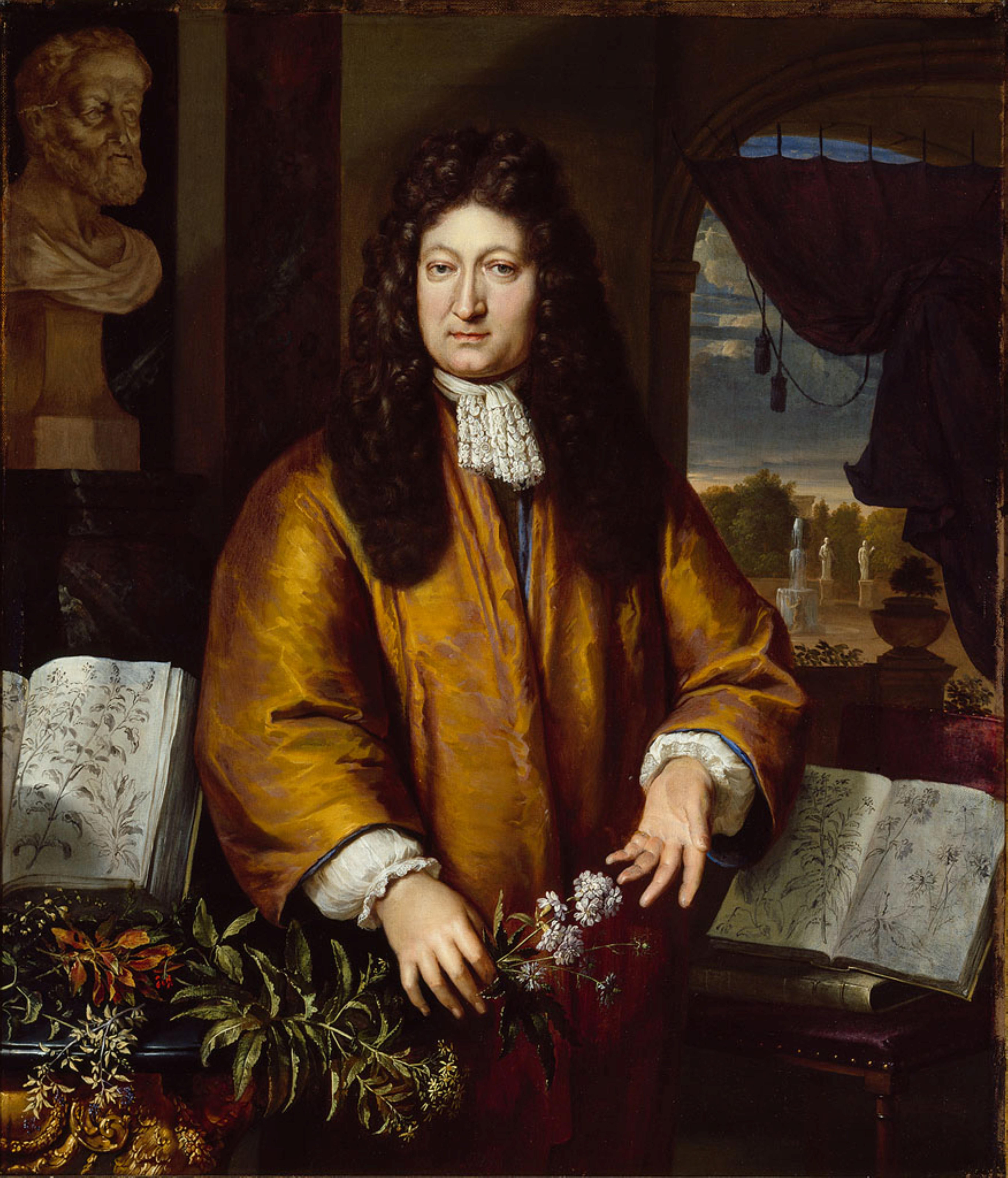
Jan Commelin porträtiert von Gerard Hoet

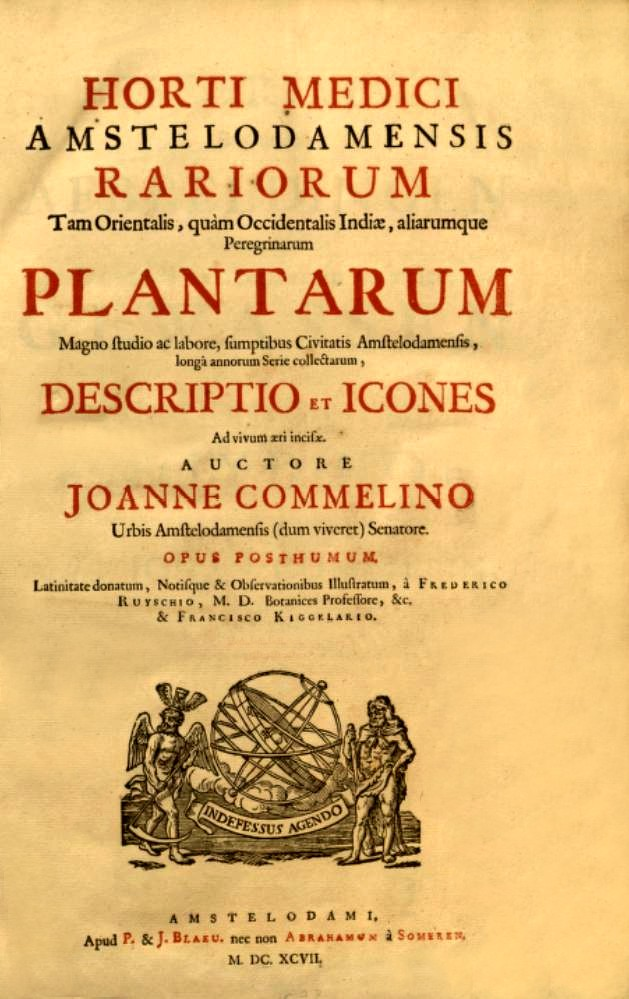
Titelseite des Horti medici Amstelodamensis rariorum

Jan Commelin, eigentlich Johannes Commelin (* 23. April 1629 in Leiden; † 19. Januar 1692 in Amsterdam; auch Jan Commelijn) war ein niederländischer Pflanzenhändler und Botaniker. Sein offizielles botanisches Autorenkürzel lautet „J.Commelijn“.

## Leben und Wirken
Jan Commelin war der Sohn von Isaac Commelin und Cornelia Bouwer (1607–1641). Sein Vater besaß gemeinsam mit seinem Bruder Jacob Commelin (1600–1647) einen Buchverlag. 1641 zog die Familie nach Amsterdam. Er heiratete zweimal (1652 und 1675).
Ab dem Jahr 1655 war er als selbständiger Kaufmann tätig; er leitete einen Großhandel für Medizinpflanzen, die er an die Krankenhäuser und Apotheken in Amsterdam, aber auch in anderen Städten Hollands, insbesondere nach Gouda lieferte. 1672 wurde er als Stadtrat in den Magistrat (vroedschap) von Amsterdam gewählt und wurde damit ein einflussreiches Mitglied der Gesellschaft.
Sein erstes Buch Nederlantze Hesperides (1676) beschäftigt sich mit dem Anbau von Zitrusfrüchten in den Niederlanden und ist mit 27 Tafeln von Cornelis Kick illustriert. Von 1678 bis zu seinem Tod bearbeitete er als Herausgeber elf der zwölf Bände des Hortus Indicus Malabaricus von Hendrik Adriaan van Rheede tot Draakenstein, dessen erster Band von Johannes Caesarius und Arnold Seyn verantwortet wurde.
Am 12. November 1682 beschloss der Magistrat von Amsterdam die Errichtung eines Medizinpflanzengartens und beauftragte 1683 Jan Commelin und Joan Huydecoper van Maarsseveen mit der Leitung dieses Hortus Medicus.
Unter dem Titel Catalogus plantarum indigenarum Hollandiae veröffentlicht Commelin 1683 die erste Flora der Niederlande.
Das Erscheinen seines umfangreichsten Werkes Catalogus plantorum horti medici Amstelodamensis rariorum, in dem die Pflanzen des Amsterdamer Hortus Botanicum nach der Systematik von John Ray beschrieben werden, erlebte er nicht mehr. Frederik Ruysch und Franz Kiggelaer bearbeiteten den ersten Band und gaben ihn 1697 posthum heraus. Sein Neffe Caspar Commelin, ebenfalls Botaniker, vollendete den zweiten Teil und veröffentlichte ihn 1701. Das Werk enthält 223 Tafeln, die meist von Johan und Maria Moninckx gezeichnet wurden.
Charles Plumier benannte den Commelins zu Ehren die Gattung Commelina der Pflanzenfamilie der Commelinagewächse (Commelinaceae). Carl von Linné übernahm später diesen Namen.

## Schriften (Auswahl)
- Nederlantze Hesperides. Amsterdam 1676 (Digitalisat).
- Catalogus plantarum indigenarum Hollandiae. Amsterdam 1683 (Digitalisat).

posthum
- Horti medici Amstelodamensis rariorum… 2 Bände, Amsterdam 1697–1701 (Digitalisat).